# Locomotora Bo-Bo-Bo

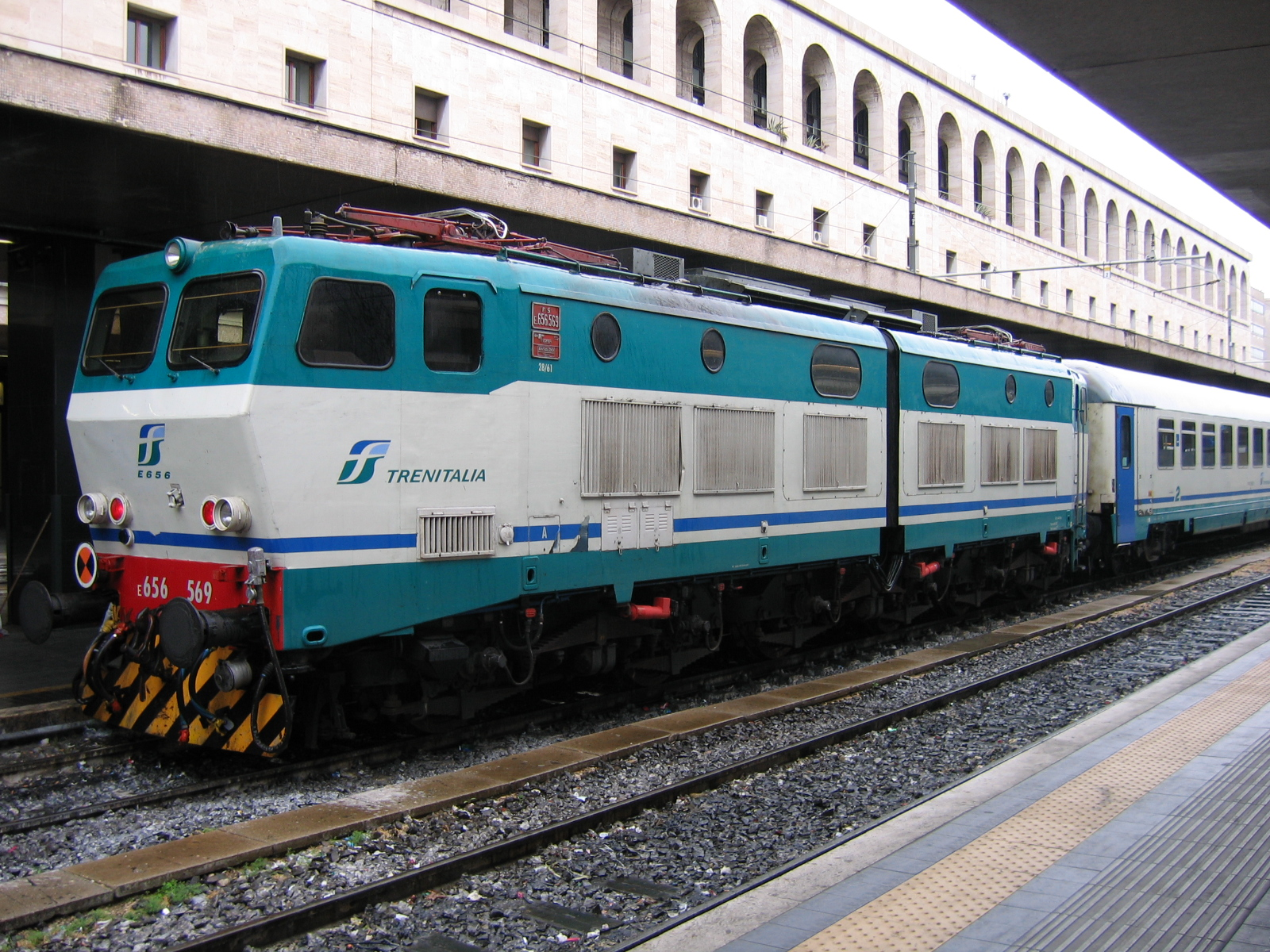
Locomotora articulada italiana Bo-Bo-Bo E656 (Roma, junio de 2006)

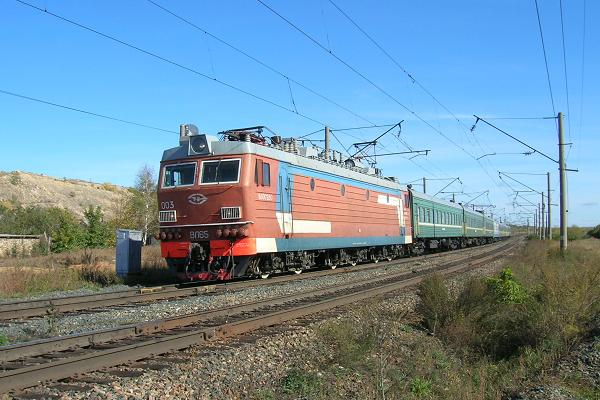
Locomotora eléctrica Bo-Bo-Bo remolcando un tren cerca de Oremburgo (2006)

Una  locomotora Bo-Bo-Bo o Bo′Bo′Bo′ (según la clasificación UIC) es un tipo de locomotora con tres bogies independientes de dos ejes cada uno, con todos los ejes accionados por motores de tracción separados. En la clasificación AAR, la notación equivalente se simplifica como B-B-B.

## Características
La configuración Bo-Bo-Bo se usa a menudo para cargas por eje reducidas. Permite minimizar las fuerzas laterales resultantes si se compara con una locomotora con dos bogies de tres ejes, lo que hace posible que la locomotora use vías con carriles más ligeros, en particular en el caso de los ferrocarriles de vía estrecha.
En esta categoría pueden encontrarse tanto máquinas de bastidor único (equipadas con dos bogies convencionales, y un bobie central capaz de deslizarse transversalmente), como máquinas con dos bastidores articulados (equipadas con dos bogies convencionales, y un bogie Jacobs central sobre el que se articulan los dos bastidores).
La disposición se usa ampliamente en los ferrocarriles italianos y japoneses. Otros ejemplos incluyen las clases neozelandesas DJ, EW y EF; las locomotoras Eurotunnel Clase 9, que derivaron de la Clase EF de neozelandesas; las suizas FFS SBB-CFF-FFS Re 620 (Re 620); RZhD EP10 y las coreanas Korail Clase 8000. China importó máquinas 6K procedentes de Japón entre 1986 y 1987. El diseño Bo-Bo-Bo se aplicó a la serie SS7, excepto las SS7E.
El Ferrocarril de Nueva Gales del Sur construyó la última de sus locomotoras eléctricas Clase 86 (8650) con disposición Bo-Bo-Bo (llamadas localmente Tri-Bo), pero no tuvo éxito y pasó largos períodos fuera de servicio debido a las reparaciones.
Las primeras locomotoras eléctricas italianas de seis ejes, como la E.626, usaban un diseño Bo′BoBo′, donde los dos ejes centrales estaban montados fijos en el bastidor y los dos pares de ejes exteriores eran dos bogies.
Esta disposición de ruedas requiere un marco articulado (convirtiéndose en una disposición Bo+Bo+Bo) o bien un juego lateral significativo en el bogie central. Las locomotoras italianas y la clase EW de Nueva Zelanda están articuladas, mientras que los bogies centrales de las locomotoras EF y DJ de Eurotunnel y Nueva Zelanda tienen mucho juego lateral.

## Locomotoras B′B′B′
Una disposición similar, pero sin motores de tracción separados para cada eje, sería una disposición B′B′B′ según la notación UIC, indistintamente B-B-B en el sistema AAR.
Esta disposición se utilizó en locomotoras eléctricas con tres bogies monomotores, como la FS Clase E.632 italiana de 1982.